# Eloria serena
Eloria serena är en fjärilsart som beskrevs av William Schaus 1906. Eloria serena ingår i släktet Eloria och familjen tofsspinnare. Inga underarter finns listade i Catalogue of Life.